# Sapieha (Adelsgeschlecht)

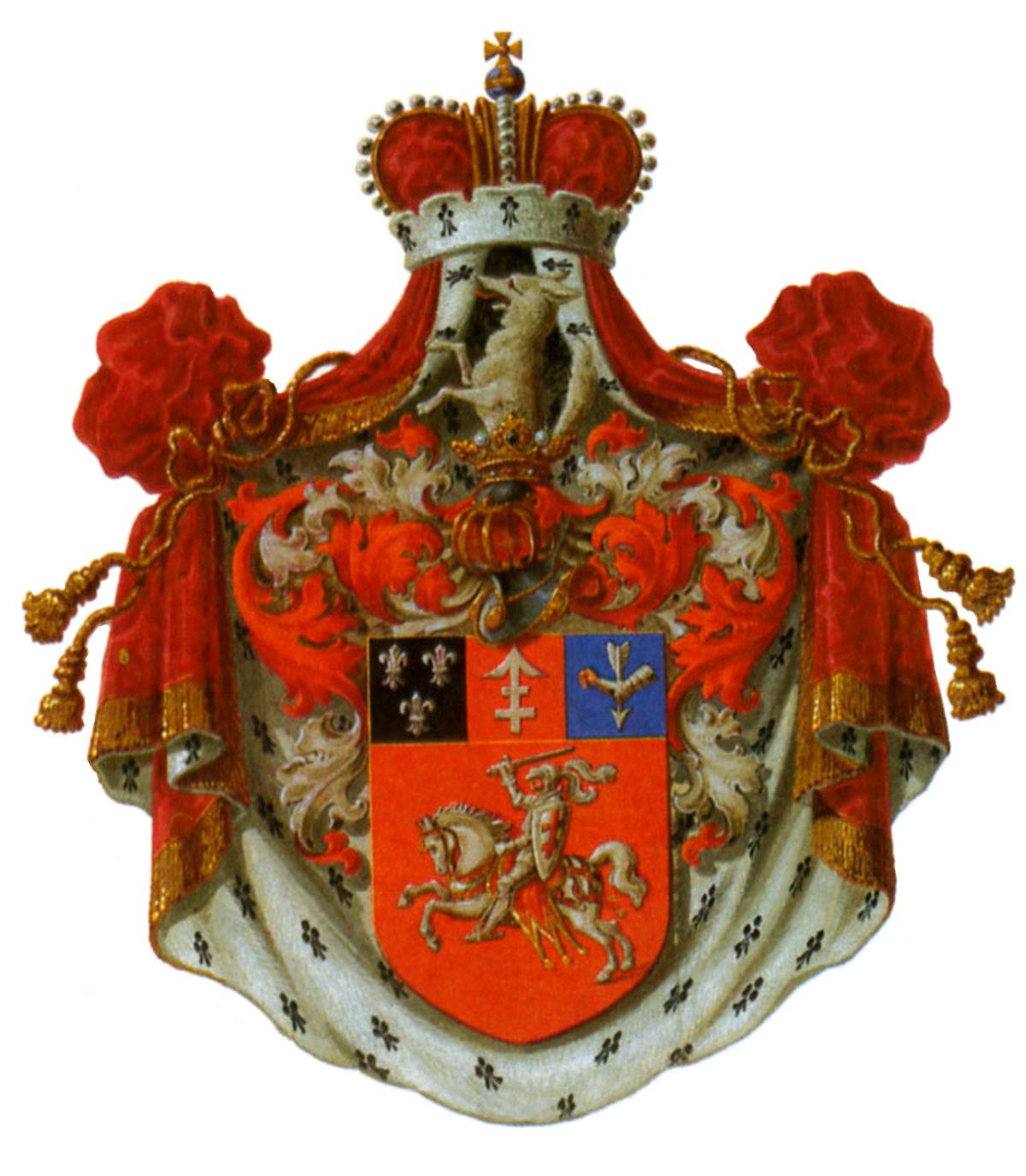
Das Wappen des Fürstenhauses Sapieha

Sapieha (litauisch Sapiegos, belarussisch und ukrainisch Сапега / Sapjeha) ist der Name eines bedeutenden polnisch-litauischen Hochadelsgeschlechts ruthenischer Herkunft. Die Familie Sapieha hatte einen erblichen Sitz im österreichischen Herrenhaus während der k.u.k. Monarchie.

## Geschichte

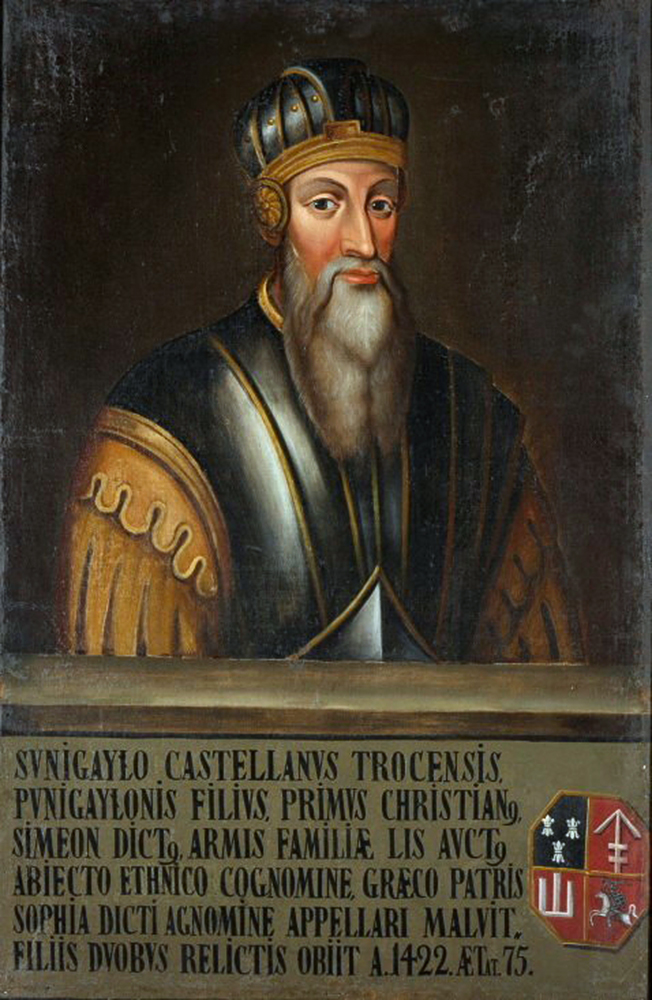
Semen Sopiha, ab 1441 Rat und Kastellan des litauischen Großfürsten und polnischen Königs Kasimir IV. Andreas

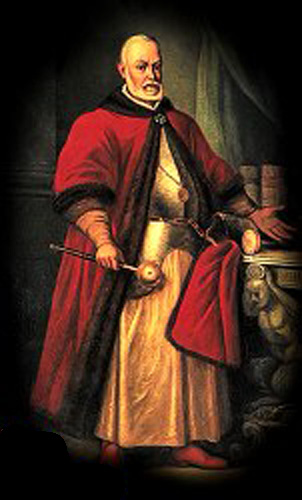
Lew Sapieha (1557–1633), Großkanzler und Großhetman von Litauen

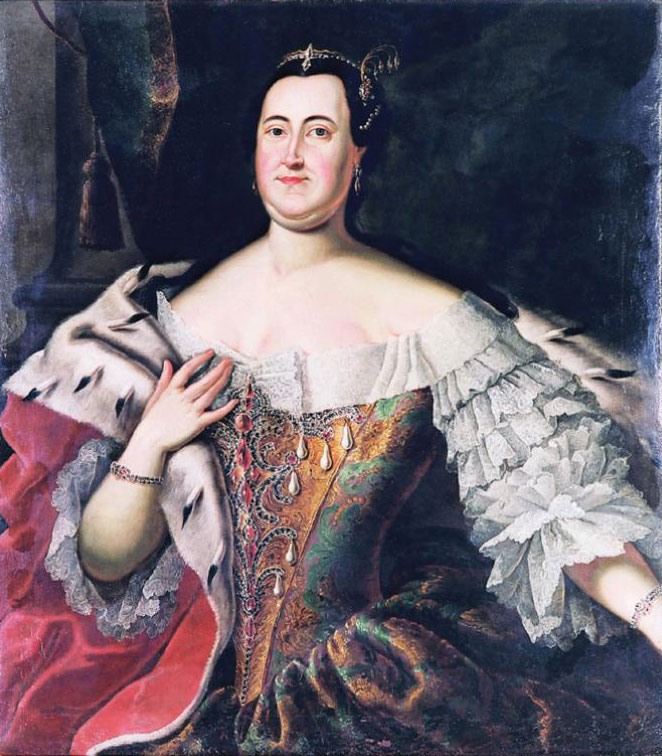
Fürstin Katharina Ludwika Sapieha, Herrin zu Rawicz und Freihan

Als erster Vertreter des Geschlechts wird Semen Sopiha von 1441 bis 1449 als Schreiber des litauischen Großfürsten Kasimir IV. Andreas genannt. Er hatte zwei Söhne, Bohdan und Iwan.
Der Begründer von Macht und Einfluss der Familie war Lew Sapieha (1557–1633), Großkanzler und Großhetman Litauens. Im Jahre 1699 wurde Michael Franz Sapieha (Michał Franciszek Sapieha) von Kaiser Leopold I. in den Reichsfürstenstand des Heiligen Römischen Reiches erhoben, jedoch erlosch der Titel bereits mit seinem Tod im selben Jahr und die Familie verlor ihren Einfluss im Großfürstentum Litauen, nachdem sie im Verlauf des litauischen Bürgerkriegs die Opposition gegen August den Starken angeführt hatte und in der Schlacht bei Olkieniki am 18. November 1700 besiegt worden war. An Stelle der Sapieha übernahm Karol Radziwiłł aus dem rivalisierenden Fürstenhaus Radziwiłł die Macht im Großfürstentum Litauen.
Die beiden Brüder Kasimir Paul Johann Graf Sapieha († 1720), Palatin von Wilna, Generalfeldzeugmeister und Groß-Hetman von Litauen, und Benedikt Paul Graf Sapieha, Groß-Schatzmeister von Litauen, wurden im Jahre 1700 bzw. 1701 von Kaiser Leopold I. in den Reichsfürstenstand erhoben.
1768 erlangten mehrere Familienmitglieder die Anerkennung des Fürstentitels durch den polnischen Sejm. 1824, nach den polnischen Teilungen, erschien die Familie auf der Liste der fürstlichen Titelträger im russisch dominierten Königreich Polen. Der Fürstenstand erlangte Anerkennung im Kaisertum Österreich (1836 und 1840) und im Russischen Kaiserreich (1874 und 1901) mit dem Prädikat Durchlaucht.
Die Großmutter mütterlicherseits der heutigen Königin Mathilde von Belgien war eine geborene Prinzessin Sapieha-Kodeńska.

## Vertreter
Namhafte Vertreter dieses Adelsgeschlechts waren (chronologisch):
- Lew Sapieha (1557–1633), Großkanzler und Großhetman Litauens
  - Kazimierz Lew Sapieha (1609–1656), Marschall der Krone
- Paweł Stefan Sapieha (1565–1635), Litauische Vizekanzler
- Paweł Jan Sapieha (1609–1665), Woiwode von Vilnius, Großer Hetman von Litauen
- Paweł Franciszek Sapieha (1656–1715), Bischof von Samogitia
- Michał Franciszek Sapieha (1670–1700), Litauischer Magister equitum, General der litauischen Artillerie
- Jan Kazimierz Sapieha der Jüngere (1675–1730), Großhetman von Litauen, Feldmarschall Russlands
- Jan Fryderyk Sapieha (1680–1751), Großhetman von Litauen
- Jan Kazimierz Sapieha der Ältere († 1720), Großhetman von Litauen, Wojewode von Vilnius (dt. Wilna)
- Katarzyna Ludwika Sapieha (1718–1779), Fürstin, geheim vermählte von Lilienhoff, regierende Herrin zu Rawicz und der Minderherrschaft Freihan
- Teresa Sapieha († 1784), verheiratet mit Hieronim Florian Radziwill und Joachim Karol Potocki
- Kazimierz Nestor Sapieha (1757–1798), politischer Aktivist, General der litauischen Artillerie
- Anna Zofia Sapieha (1799–1864), verheiratet mit Adam Jerzy Czartoryski
- Leon Sapieha (1802–1878), Vorsitzender des galizischen Parlaments
- Adam Stanisław Sapieha (1828–1903) verheiratet mit Jadwiga z Sanguszków Sapieżyna
  - Władysław Sapieha (1853–1920), polnisch-österreichischer Politiker[4]
  - Paweł Sapieha (1860–1934), galizischer Politiker, Heirat 1893 mit Mathilde Prinzessin Windischgrätz
  - Adam Stefan Sapieha (1867–1951), Erzbischof von Krakau, Kardinal
- Eustachy Sapieha (1881–1963), polnischer Politiker, Sejmabgeordneter und Außenminister (1920–1921)

## Besitzungen

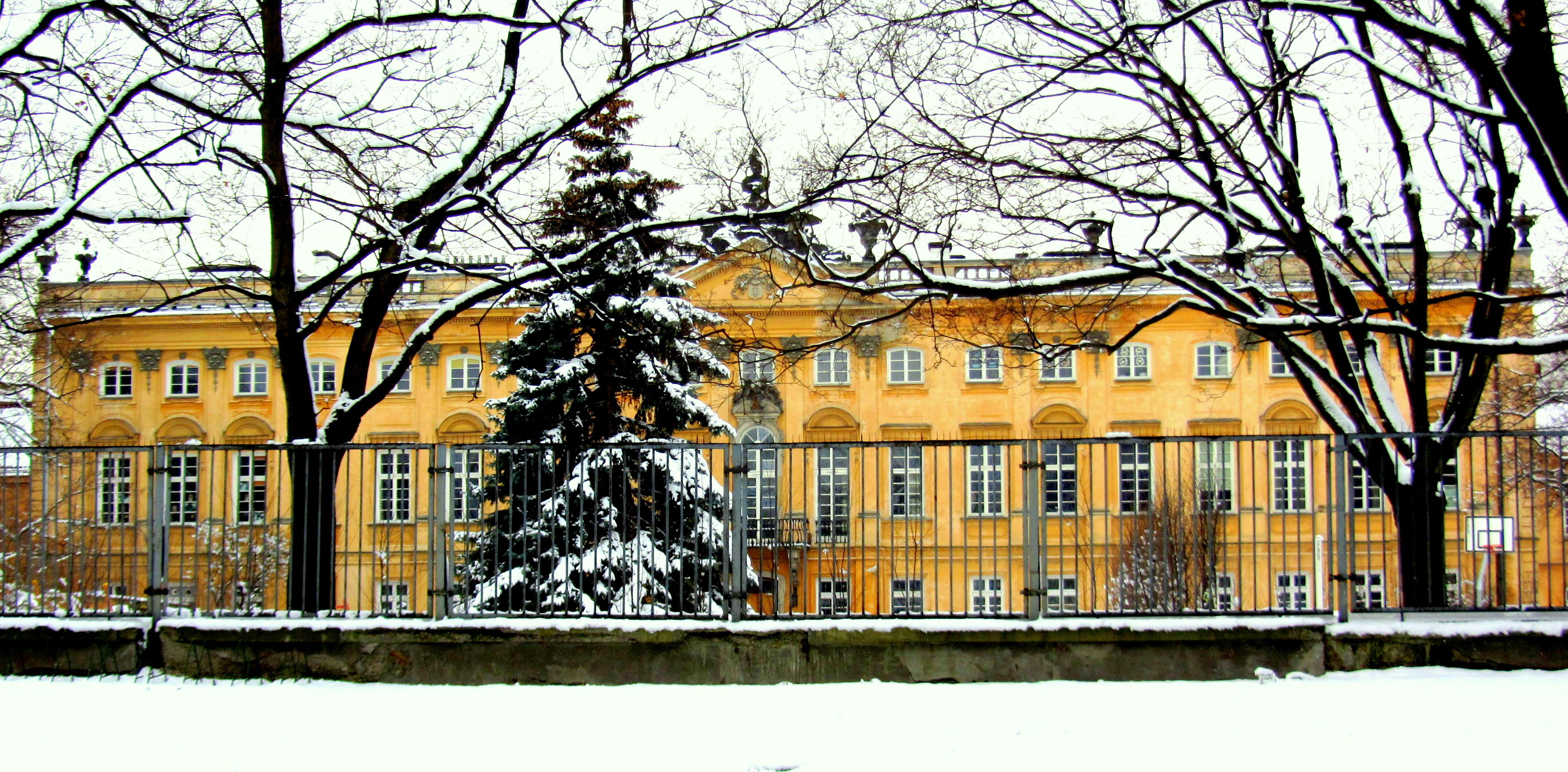
Sapieha-Palast (Warschau)
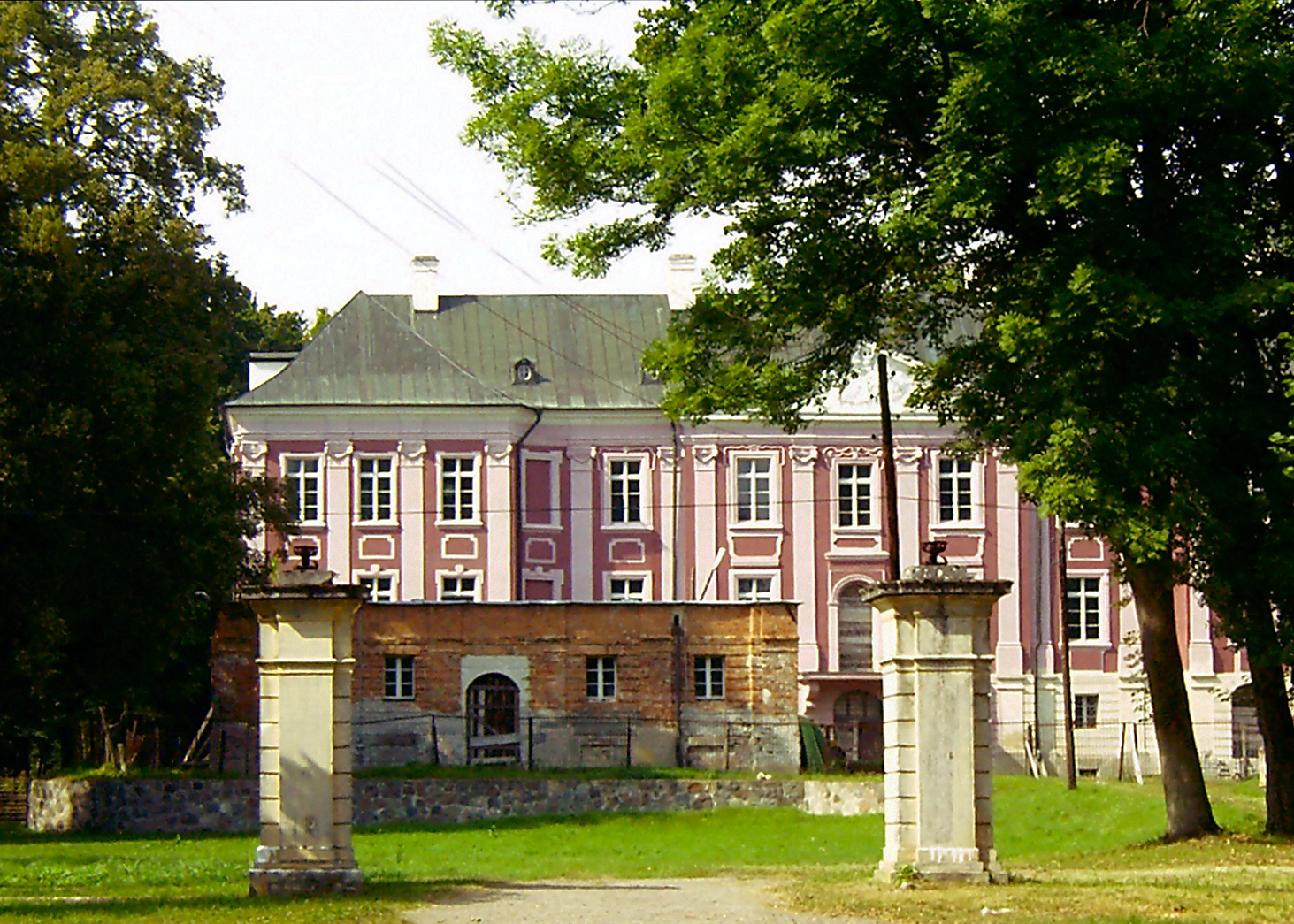
Sapieha-Palast in Wieleń, Polen
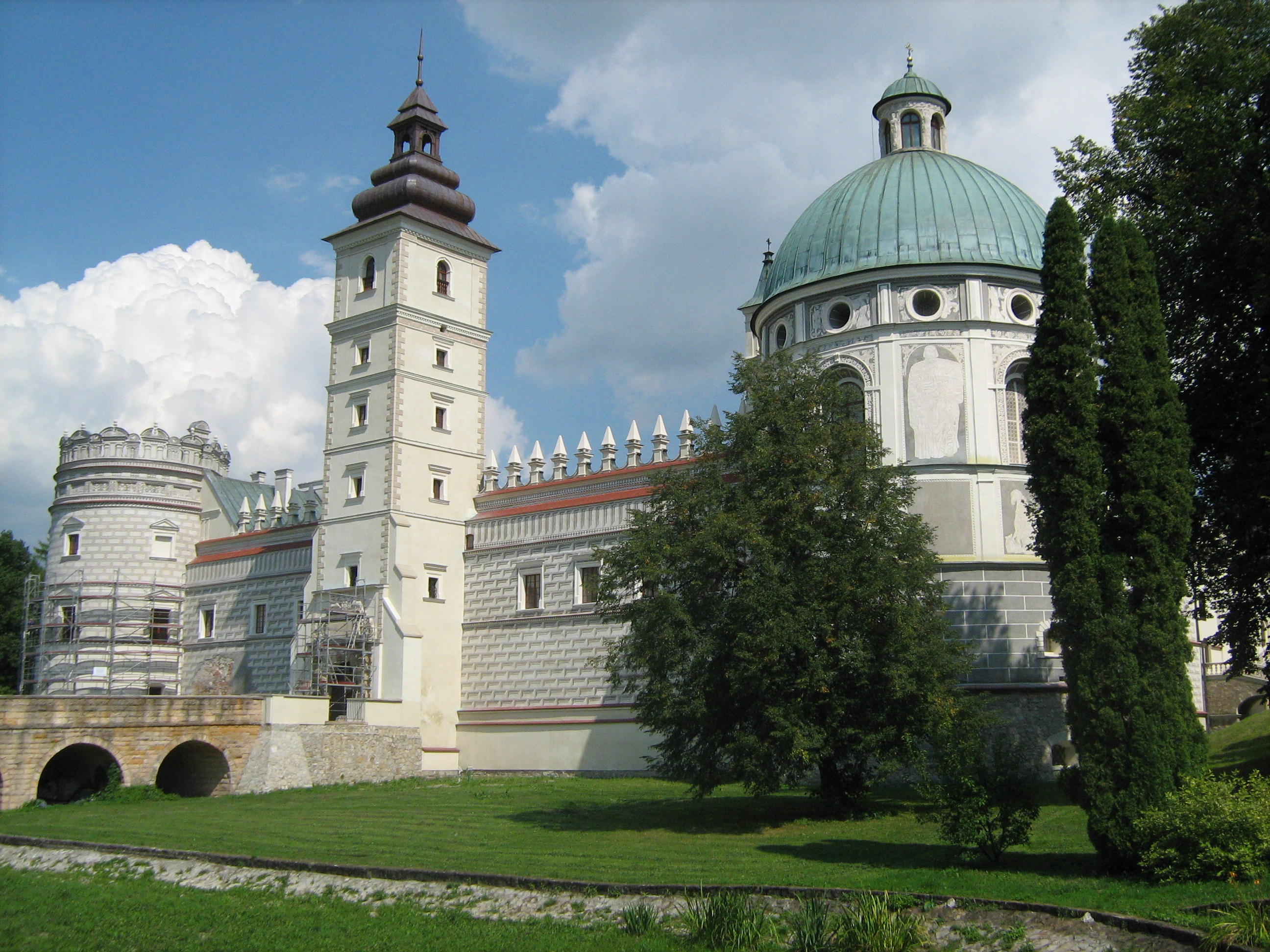
Schloss Krasiczyn, Polen
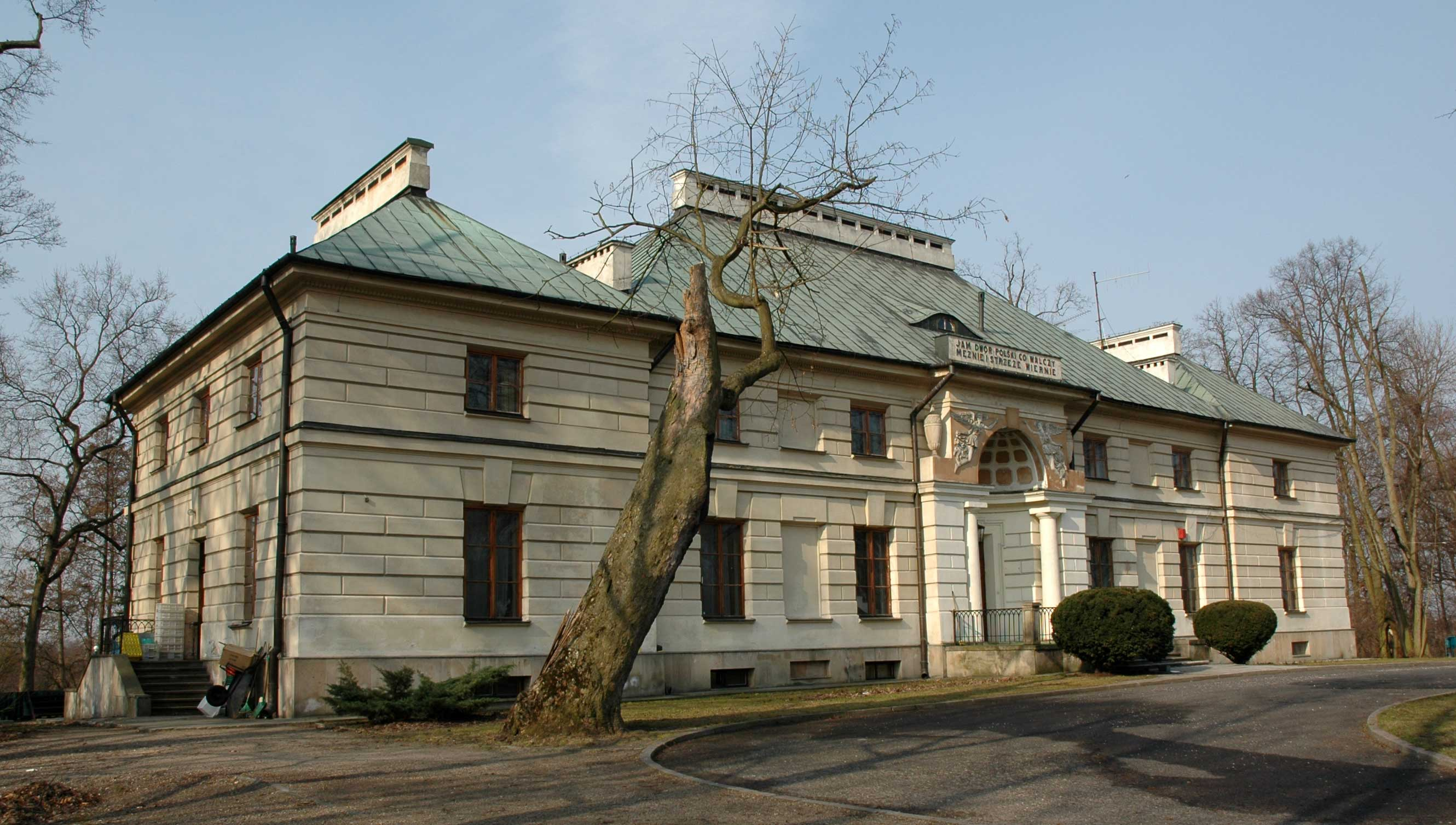
Sapieha-Palais in Pęcice, Polen
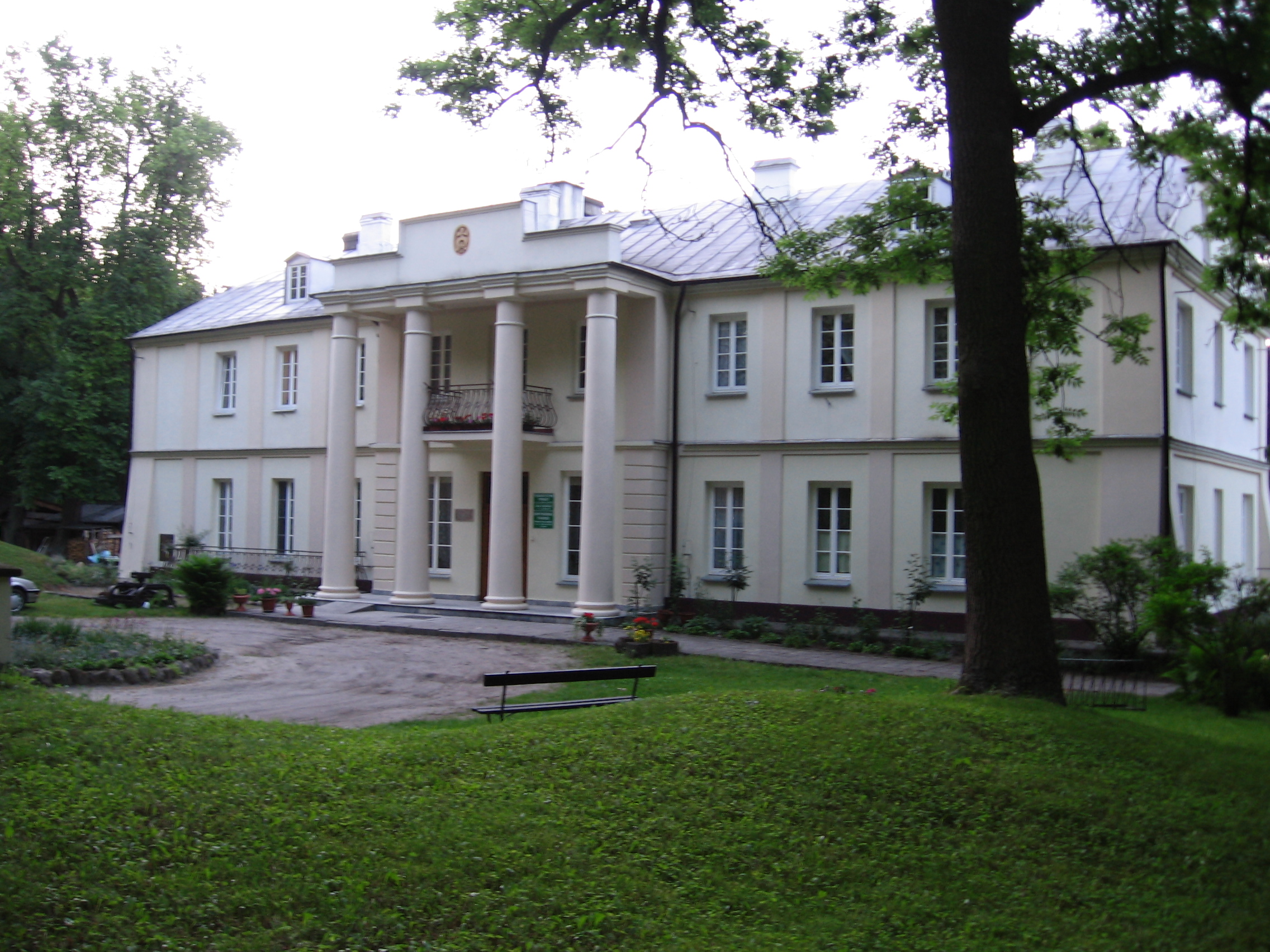
Sapieha-Palais in Kodeń, Polen
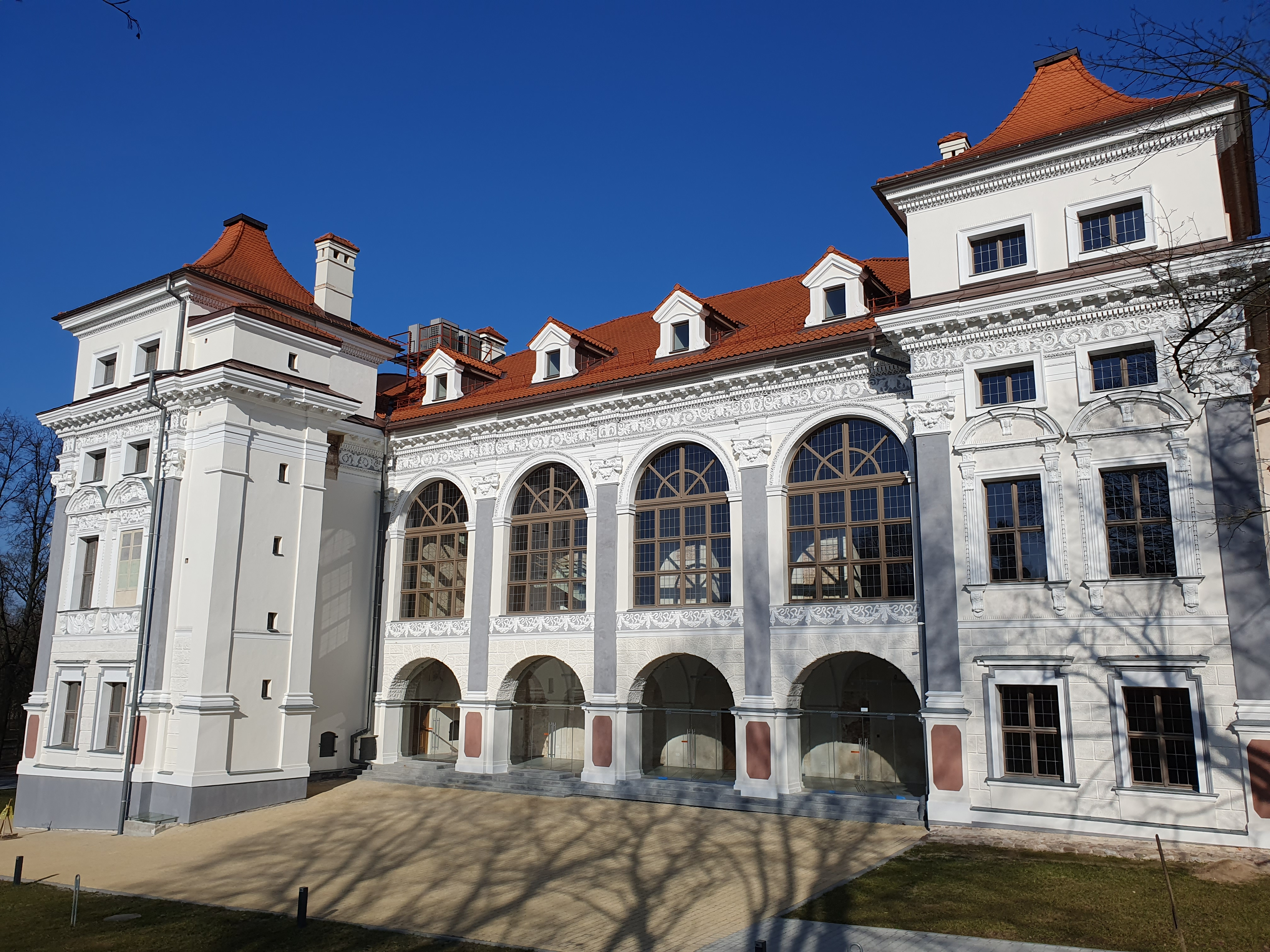
Sapieha-Palais in Vilnius, Litauen
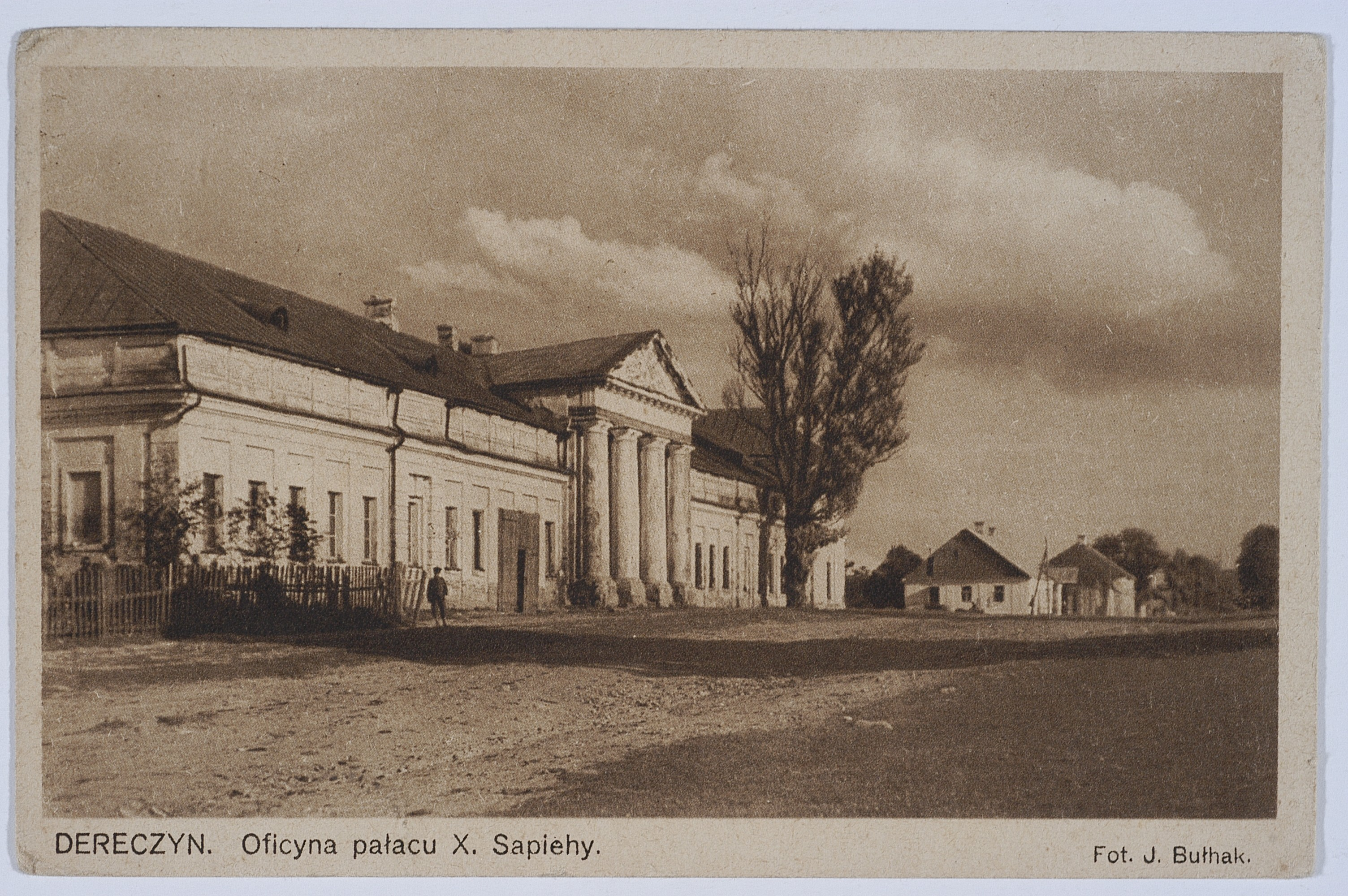
Schloss Dziarečyn, Belarus
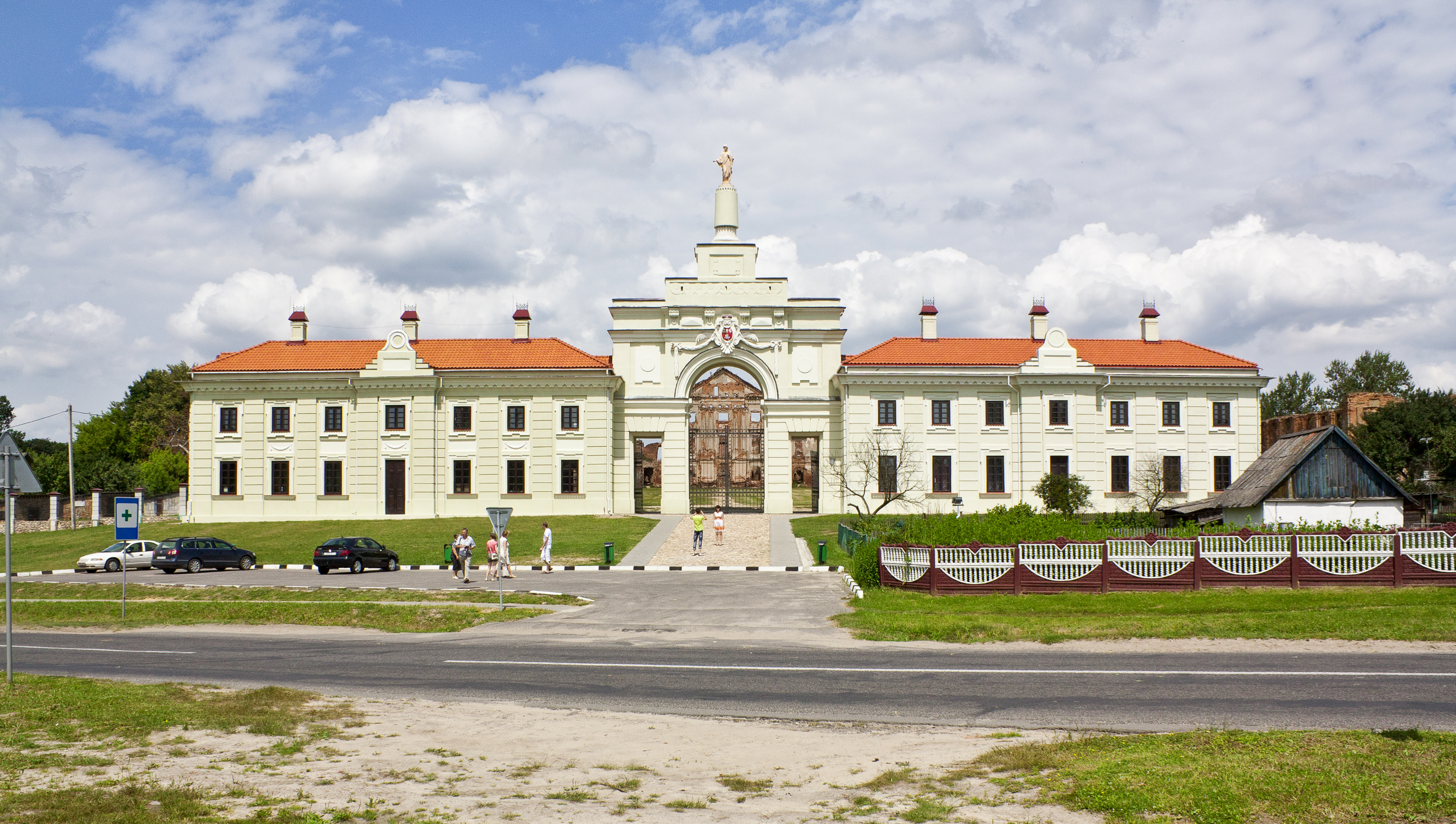
Torhaus des Schlosses Ružany, Belarus
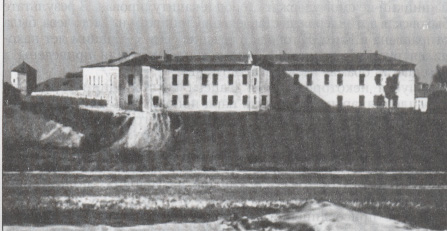
Schloss Bychaŭ, Belarus
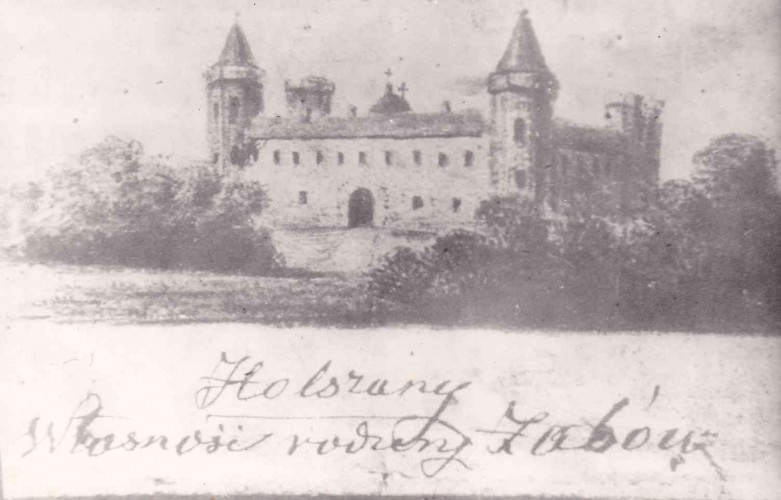
Schloss Halšany, Belarus
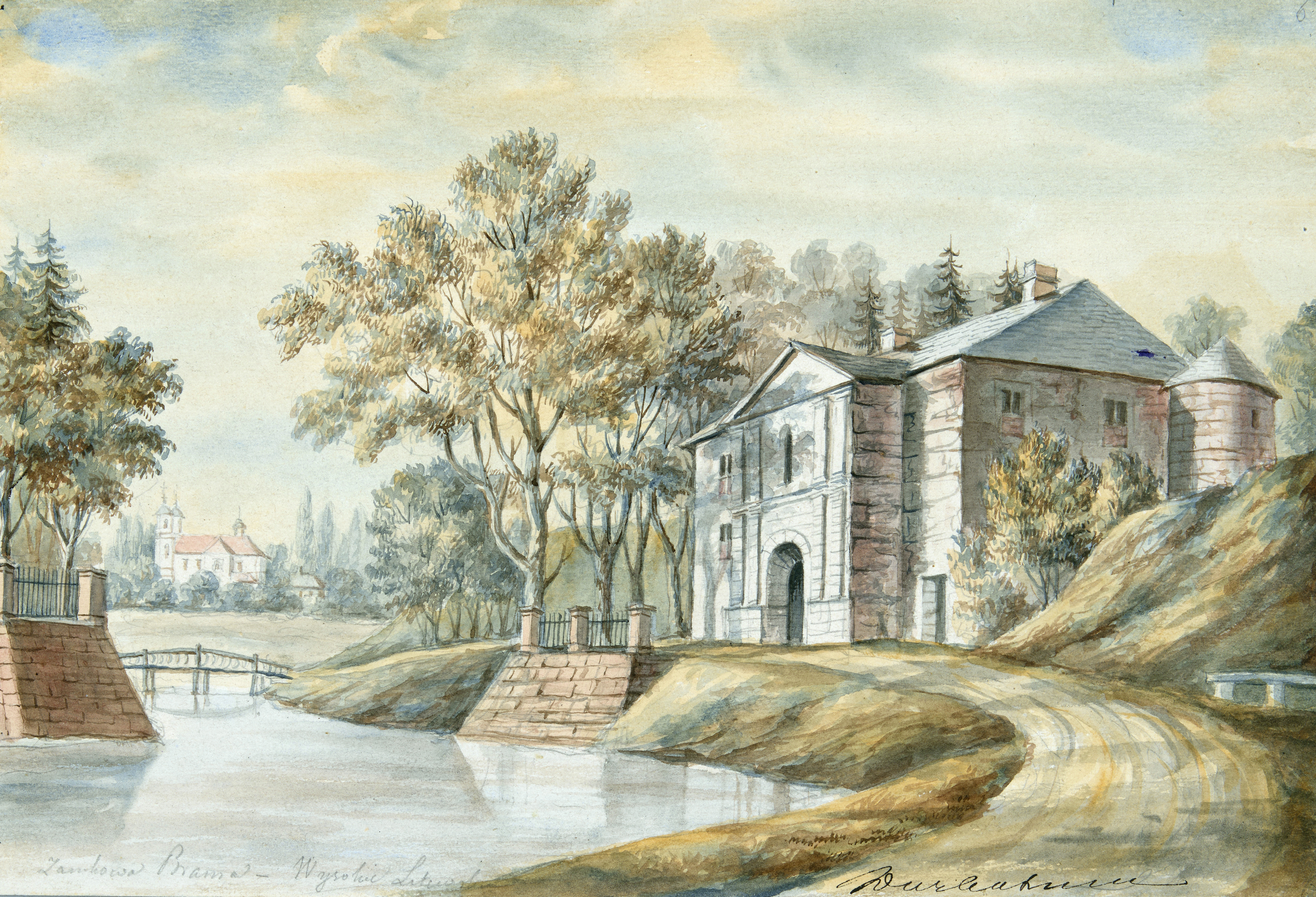
Schloss Vysokaje, Belarus